# Österängen
För hästsportanläggningen i Strömsholm, se Österängen (hästsportanläggning).
Österängen är en stadsdel i Jönköping, som ligger omkring fem kilometer öster om Jönköpings centrum, cirka 10-15 minuter med lokalbuss. De flesta lägenheterna är byggda under 1950- och 1960-talen. Området  består av varierad bebyggelse, allt från 3- till 11-våningshus. Området byggdes av det som då hette Stiftelsen Bostadshem (numer Bostads AB Vätterhem . 
På Österängen finns bland annat ett affärscentrum, pizzeria, Circle K, Holmgrens Bil, Willys, bibliotek, frisör, med mera. I området finns även Österängsskolan med årskurserna 1-6 samt förskola .
Från stadsdelen är det nära till strövområden som Bondberget och Rosenlunds bankar.
År 2022 hade Österängen 4 007 invånare, varav 75% hade utländsk bakgrund.

## Historik

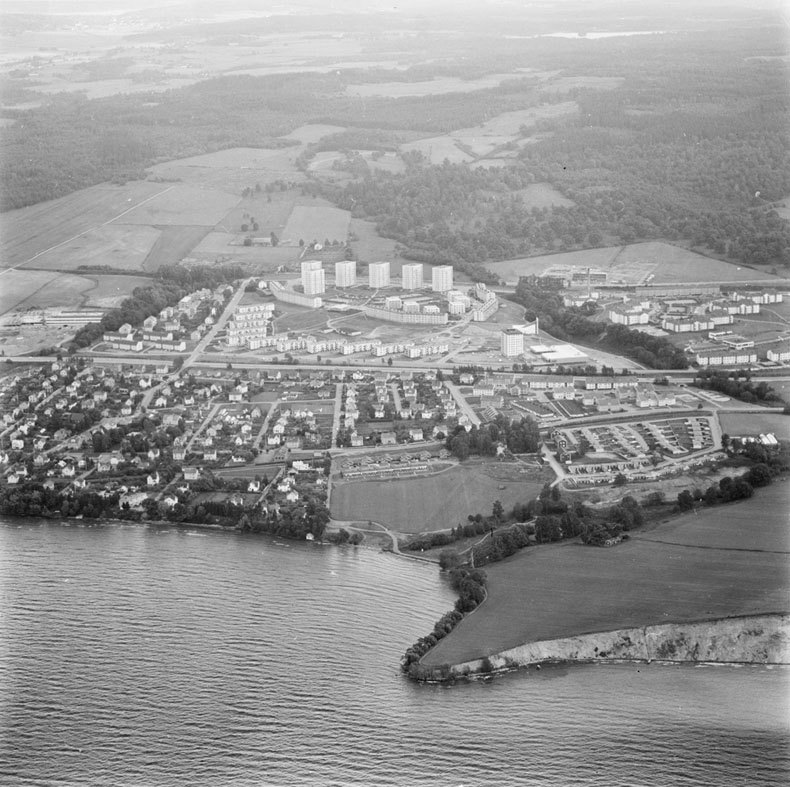
Flygfoto över Österängen från 1966.

Österängen planerades efter andra världskriget och byggdes mellan 1951 och 1964  De första byggnaderna byggdes 1919 i kvarteren Vapnen, Vapensmeden och Vargen som ligger utmed Södra Apollovägen[källa behövs].
Den första byggnationen av bostadsområdet Österängen skedde utmed Birger Jarlsgatan. År 1953 stod den områdesbetjänande panncentralen klar, vilken från början eldades med kol med senare ersattes av olja. 

## Bildgalleri

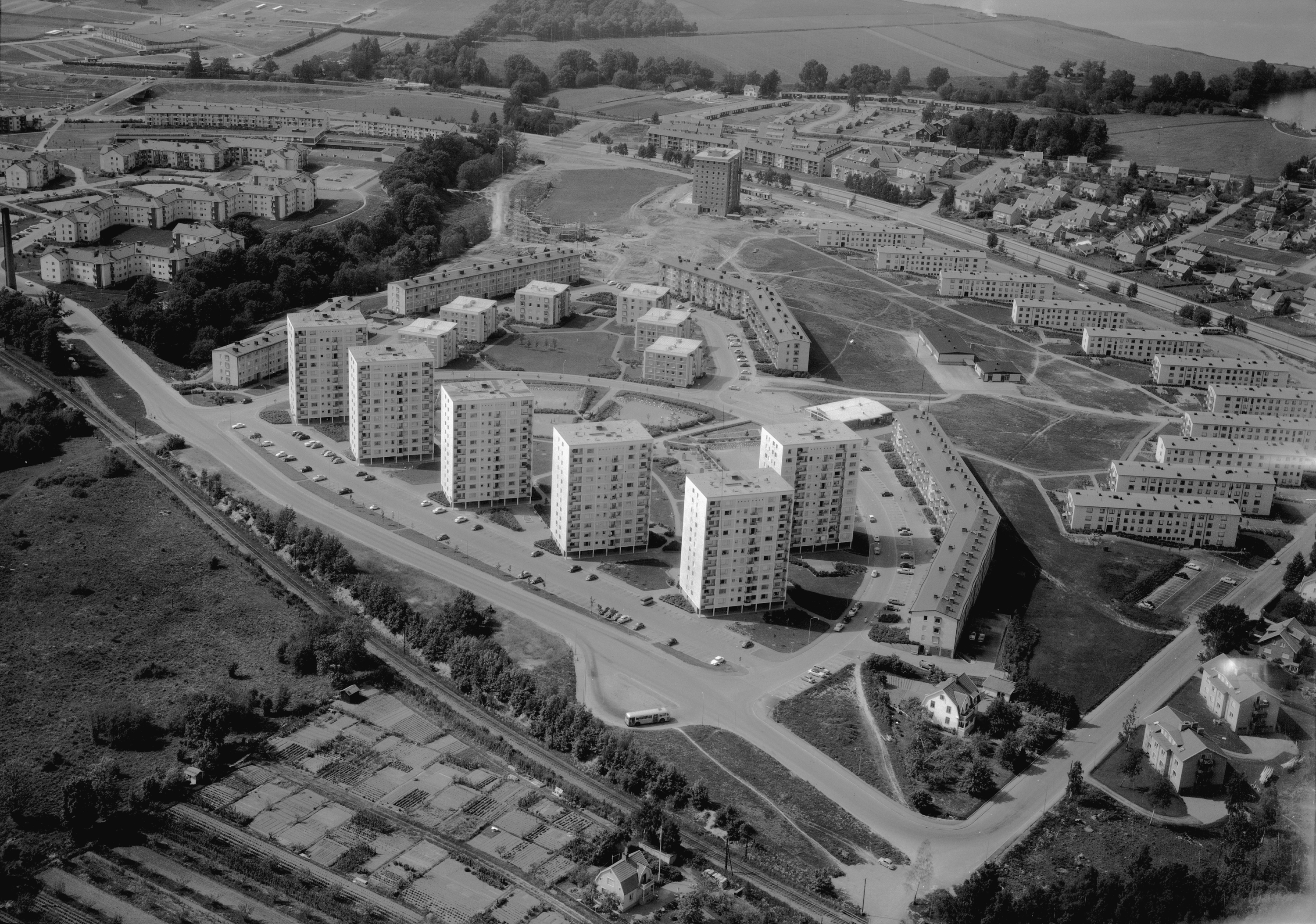
Österängen, 1961